# Circonscription de Diga Kolobo
La circonscription de Diga Kolobo est une des 177 circonscriptions législatives de l'État fédéré Oromia, elle se situe dans la Zone Est Welega. Son représentant actuel est Waqjera Terfasa Kebede.